# KAwZ-3244
Der KAwZ-3244 (russisch КАвЗ-3244) ist ein Minibus aus der Produktion des russischen Herstellers Kurganski Awtobusny Sawod. Er basiert auf dem Lastwagen ZIL-5301 und übernimmt von ihm wesentliche Teile. Nicht zu verwechseln ist das Fahrzeug mit dem optisch sehr ähnlichen Minibus ZIL-3250, der auf Basis des gleichen Lastwagens, jedoch von einem anderen Hersteller entwickelt wurde.

## Beschreibung
Der KAwZ-3244 wurde 1996 entwickelt. Wann die Serienproduktion genau begann ist unklar, jedoch wurden bis Anfang 1999 nur sehr wenige Fahrzeuge hergestellt. Etwa 2001 gab es eine überarbeitete Variante des Modells, die mit KAwZ-32441 bzw. KAwZ-324410 bezeichnet wurde. Sie zeichnete sich hauptsächlich durch eine längere Karosserie aus, wodurch mehr Passagiere befördert werden konnten. Sie ersetzte die kurze Variante und wurde noch bis etwa 2006 gebaut.
Wie viele Fahrzeuge genau gebaut wurden, ist unbekannt. Von 660 Exemplaren sind Zulassungsdaten bekannt, davon 435 der ersten und 225 von der zweiten Version.
Das Fahrzeug basiert auf dem Fahrgestell des Lastwagens ZIL-5301 und übernimmt von ihm wesentliche technische Komponenten. So stimmt die Motorisierung überein, das Getriebe stammt noch vom Vorgänger ZIL-130. Das komplette Fahrerhaus wurde vom Lkw übernommen, lediglich der Busaufbau wurde bei KAwZ ergänzt. Dieser besteht aus einem Stahlrohrrahmen, der teilweise verzinkt und anschließend verkleidet wurde. Die Busse werden im Vorortverkehr und als Großraumtaxis eingesetzt.
Der Bus hat drei Türen, wobei eine reguläre Passagiertür für den Fahrgastraum zur Verfügung steht und die beiden Türen des Lkw-Fahrerhauses bestehen blieben. Die Fahrzeuge ähneln optisch wie technisch sehr dem ZIL-3250, ein anderer Bus, der ebenfalls den Lastwagen ZIL-5301 als Plattform nutzt. Sie unterscheiden sich jedoch durch Details an der Buskarosse. Auffälligstes Unterscheidungsmerkmal ist das zusätzliche Fenster im unteren Bereich der Passagiertür, das lediglich beim KAwZ-3244 vorhanden ist.

## Technische Daten
Für die erste Version KAwZ-3244.
- Motor: Vierzylinder-Reihen-Dieselmotor
- Motortyp: MMZ D-245.12S
- Leistung: 80 kW (109 PS)[6]
- Hubraum: 4,75 l
- Drehmoment: 350 Nm
- Abgasnorm: EURO-1
- Verbrauch: 14 l/100 km
- Getriebe: Fünfgang-Schaltgetriebe Typ „ZIL-130“
- Tankinhalt: 125 l
- Höchstgeschwindigkeit: 90 km/h
- Bremssystem: hydraulisch, ABS optional
- Antriebsformel: 4×2

Abmessungen und Gewichte
- Länge: 6700 mm
- Breite:2230 mm
- Höhe: 2875 mm
- Radstand: 3650 mm
- Stehhöhe im Fahrgastraum: 1920 mm
- Türbreite: 650 mm
- Sitzplätze: 15
- Stehplätze: 14
- Leergewicht: 5200 kg
- Zulässiges Gesamtgewicht: 6900 kg